# Distretto di Sarıkaya
Il distretto di Sarıkaya (in turco Sarıkaya ilçesi) è uno dei distretti della provincia di Yozgat, in Turchia.